# Gunnar A. Olin
Gunnar Arne Olin, , född 30 augusti 1936 i Lund i dåvarande Malmöhus län, är en svensk publicist och rådgivare.

## Biografi
Gunnar A. Olin är son till fabrikören Karl Olin och Ebba, ogift Andersson. Han var 1962–1975 gift med Ulla-Maj Laag (född 1940) och är sedan augusti 2022 gift med Karoline Ketola (född 1963). (sambo 1991-2022)
Han har bland annat varit reporter på Kvällsposten. Åren 1964–1969 var han chefredaktör och ansvarig utgivare för Läkartidningen  och belönades med Stora journalistpriset för den genomgripande omgörningen av tidningen. Därefter var Olin med i startandet och i ledningen för nyhetsprogrammet Rapport SVT2. Därefter var han VD och förlagschef på Ingenjörsförlaget AB, kommunikationsdirektör i Södra Skogsägarna AB, chefredaktör för Röster i radio-TV, chef för Sveriges Radios Förlag samt programchef och ställföreträdande programdirektör i SVT1 samt sekreterare i statliga Massmedieutredningen. Senare var Olin senior advisor på ledande konsultföretag där han bland annat arbetade med medie- och krishanteringsfrågor.

## Priser och utmärkelser
- 1966: Stora journalistpriset[7]